# Ангело Штіллер
Ангело Штіллер (нім. Angelo Stiller, нар. 4 квітня 2001, Мюнхен, Німеччина) — німецький футболіст, півзахисник клубу «Штутгарт» та молодіжної збірної Німеччини.

## Ігрова кар'єра

### Клубна
Ангело Штіллер є вихованцем футбольної академії мюнхенської «Баварії». Починаючи з сезону 2019/20 Штіллер виступав за другий склад «Баварії» у Лізі 3. З наступного сезону футболіста почали залучати до першої команди але в основі Штіллер не зіграв жодного матчу в Бундеслізі. 
У жовтні 2020 року Штіллер зіграв в основі у матчі Кубка Німеччини. А також 1 грудня вийшов на заміну у матчі Ліги чемпіонів проти мадридського «Атлетіко».
У січні 2021 року Ангело Штіллер як вільний агент перейшов до клубу Бундесліги «Гоффенгайм 1899».
25 серпня 2023 року підписав контракт на 4 роки з іншим клубом Бундесліги — «Штутгартом».

### Збірна
Влітку 2023 року Ангело Штіллер у складі молодіжної збірної Німеччини взяв участь у молодіжному чемпіонаті Європи в Румунії та Грузії.

## Титули і досягнення
- Володар Кубка Німеччини (1):

«Штутгарт»: 2024-25